# Centro Olímpico Ano Liosia
El SUNEL Arena acogió las competiciones de judo y lucha durante los Juegos Olímpicos de 2004 en Atenas, Grecia. El pabellón tiene un aforo de 10 000 personas, pero fue reducido a 6000 para los Juegos. El pabellón se sitúa en Ano Liossia, un suburbio al noroeste de Atenas.